# La Graine de folie
La Graine de folie est une bande dessinée fantastique écrite par Emmanuel Civiello (tomes 1 à 3) Thomas Mosdi (Tome 4) et dessiné par Emmanuel Civiello. 
Cette série est terminée. 

## Synopsis
Igguk, alchimiste elfique, mène une vie paisible à exercer son activité favorite : lire et écrire des livres. 
Mais un jour, le jour de la Toussaint précisément, Aëgys vient le prévenir que la reine les appelle… avant la date prévue. 
Pourquoi ? Nul ne le sait. Sauf la reine. 
Quoi qu'il en soit, Igguk prend la route accompagné de ses deux amis. C'est le début d'un long voyage…

## Analyse
- Si vous ne connaissez pas le sujet, laissez ce bandeau (vous pouvez alors contacter les auteurs).
- Si vous supprimez le contenu mis en cause (vous pouvez préalablement contacter les auteurs),

argumentez précisément cette suppression dans la page de discussion
(un manque de référence n'est pas un argument ; une recherche réelle de référence doit avoir été effectuée, être formellement documentée).
Première série pour Emmanuel Civiello. Il a assuré le scénario des 3 premiers tomes avant de faire appel à Thomas Mosdi pour l'aider sur le quatrième, plus délicat, qui clôt la série. Cette collaboration enrichissante fait débat: Civiello, privilégie dans les trois premiers tomes une esthétique très recherchée, avec une mise en scène lente mais frappante. Mosdi achève, peut-être trop rapidement, mais brillamment, tout en investissant les grands thèmes mythologiques tels que le poids du destin, la notion de cycle et l'ambigüité d'un combat entre la lumière et les ténèbres. Pourtant, sous la directive de Mosdi, le trait de Civiello devient moins grandiose, les combats et l'apparence des adjuvants plus traditionnels; l'action se précipite mais tend à atténuer l'aura de magie qui se dégageait auparavant des pages. Quoi que l'on en pense, cette dichotomie, loin de créer une rupture, est preuve d'un élan de créativité commun parvenant à nourrir chacune des attentes, à combler les regrets éventuels sur la narration des trois premiers. 

## Les personnages
- Igguk : alchimiste elfique, râleur et peu enclin à l'aventure…
- Cornélia : sorcière qu'Igguk rencontrera très tôt dans sa quête.
- Odymus : une grosse taupe qui, petit à petit, s'est muée en taupe-rat !
- Dom : un troll fort gentil.
- Fiz : une fée.
- La Reine des fées
- Le Roy sans cœur ou Merlin : C'est un personnage assez ambigu.
- La Morrydwen : Féminine, attirante, mais avec de la noirceur en même temps.
- Fomore ou Obéron : le pendant négatif du Roy sans cœur.

## Albums
- 1 Igguk, Delcourt, Terres de légendes, mai 1996
Scénario, dessin et couleurs : Emmanuel Civiello
- 2 Le Grand Ornement, Delcourt, Terres de légendes, juin 1998
Scénario, dessin et couleurs : Emmanuel Civiello
- 3 La Morrydwen, Delcourt, Terres de légendes, août 1999
Scénario, dessin et couleurs : Emmanuel Civiello
- 4 Le Roy sans cœur, Delcourt, Terres de légendes, octobre 2002
Scénario : Thomas Mosdi - Dessin et couleurs : Emmanuel Civiello

- HS Le Grand Livre des recherches, Delcourt, Terres de légendes, octobre 2002
Scénario, dessin et couleurs : Emmanuel Civiello

## Publication

### Éditeurs
- Delcourt (Collection Terres de Légendes) : Tomes 1 à 4 et hors-série (première édition des tomes 1 à 4 et hors-série).